# Атлантида: мир до потопа
«Атланти́да: мир до пото́па» (англ. Atlantis: The Antediluvian World) — книга американского политика Игнатиуса Лойолы Доннелли, опубликованная в 1882 году. Доннелли считал сообщения Платона об Атлантиде описанием действительно существовавшей цивилизации, и пытался доказать, что все прочие древние цивилизации Земли произошли от атлантической. Книга стала чрезвычайно популярной (только к 1890 г. было предпринято 23 издания, а к 1949 г. — 50) и легла в основу суждений об Атлантиде в трудах Джеймса Чёрчварда, использовалась в рассуждениях об Атлантиде Е. П. Блаватской и Р. Штейнера. На рассуждения Доннелли об общности древних культур Старого и Нового света оказали влияние эксцентрические теории Ш. Э. Брассёр де Бурбура и О. Ле-Плонжона.

## Основные тезисы
В первой же главе книги И. Доннелли перечисляет 13 тезисов, которые потом подробно обосновываются:
1. Некогда в Атлантическом океане, недалеко от Гибралтарского пролива существовал большой остров, остаток Атлантического материка, в античности известный как Атлантида.
2. Описание этого острова, сделанное Платоном, не вымысел, а истинная история.
3. Атлантида — тот регион, где человек создал первую цивилизацию.
4. Жители Атлантиды населили побережье Мексиканского залива, долину Миссисипи, Амазонию, атлантическое побережье Южной Африки и бассейн Средиземноморья, вплоть до Чёрного и Каспийского морей.
5. Мифы об Олимпе, садах Гесперид, Асгарде и прочих — воспоминания об Атлантиде, где каждый человек веками жил в мире и счастье.
6. Боги древних народов были правителями и героями Атлантиды, а мифы о них — сбивчивыми воспоминаниями о реальных событиях.
7. Мифологии Египта и Перу сохранили исходную религию Атлантиды — солнцепоклонничество.
8. Самой древней колонией атлантов был Египет, древнеегипетская цивилизация — воспроизведение цивилизации Атлантиды.
9. Бронзовый век начался в Атлантиде, атланты же впервые освоили производство железа.
10. От письменности Атлантиды произошли как финикийский алфавит, так и письменность майя.
11. Атлантида — прародина ариев, семитов и урало-алтайских народов.
12. Атлантида погибла от последствий природной катастрофы, погрузившись в океан.
13. Некоторым атлантам удалось спастись, разнеся вести о всемирном потопе между народами Старого и Нового света.

## Критика
Л. Спрэг де Камп в своей книге «Потерянные континенты» (англ. Lost Continents: The Atlantis Theme in History, Science, and Literature, 1954) утверждал, что Доннелли превратил атлантологию в популярный культ. Разбирая 13 тезисов Доннелли, Спрэг де Камп отмечал, что 

Ничего из этого Доннелли не доказал, а только привёл несколько неубедительных аргументов, чтобы продемонстрировать возможность существования такой земли.

Спрэг де Камп заявил, что все факты, которыми оперировал Доннелли, были либо ложными уже во время формулирования темы книги, либо были опровергнуты последующими открытиями.

Поскольку широкий кругозор Доннелли может ошеломить среднестатистического читателя и заставить принять его утверждения за чистую монету, необходимо пристально проанализировать его книгу, чтобы показать, насколько беспечно, предвзято и по большей части бессмысленно она написана.